# Örvattnet, Västerbotten
Örvattnet är en sjö i Skellefteå kommun i Västerbotten och ingår i Bureälvens huvudavrinningsområde. Sjön har en area på 0,493 kvadratkilometer och ligger 115 meter över havet. Sjön avvattnas av vattendraget Kvarnrisbäcken.

## Delavrinningsområde
Örvattnet ingår i det delavrinningsområde (715884-173546) som SMHI kallar för Ovan Lillbäcken. Medelhöjden är 143 meter över havet och ytan är 14,69 kvadratkilometer. Räknas de 3 avrinningsområdena uppströms in blir den ackumulerade arean 44,09 kvadratkilometer. Kvarnrisbäcken som avvattnar avrinningsområdet har biflödesordning 2, vilket innebär att vattnet flödar genom totalt 2 vattendrag innan det når havet efter 50 kilometer. Avrinningsområdet består mestadels av skog (86 procent). Avrinningsområdet har 0,49 kvadratkilometer vattenytor vilket ger det en sjöprocent på 3,3 procent.